# Walking with Thee
Walking with Thee è il secondo album in studio della band indie rock britannica Clinic. È stato pubblicato il 25 febbraio 2002 su Domino Records.
Walking with Theeè stato inserito nei "50 migliori album del 2002" della rivista Rolling Stone. Nominato per il Grammy Award per il miglior album di musica alternativa nel 2003, perdendo con A Rush of Blood to the Head dei Coldplay.

## Tracce
1. Harmony – 4:02
2. The Equaliser – 3:43
3. Welcome – 3:02
4. Walking with Thee – 2:36
5. Pet Eunuch – 2:05
6. Mr. Moonlight – 4:00
7. Come into Our Room – 3:50
8. The Vulture – 3:40
9. The Bridge – 3:23
10. Sunlight Bathes Our Home – 4:14
11. For the Wars – 3:39